# Ingazeira
Ingazeira är en kommun i Brasilien.   Den ligger i delstaten Pernambuco, i den östra delen av landet, 1 500 km nordost om huvudstaden Brasília. Antalet invånare är 4 496.
Omgivningarna runt Ingazeira är huvudsakligen savann. Runt Ingazeira är det glesbefolkat, med 12 invånare per kvadratkilometer.